# Valeri Moeratov
Valeri Aleksejevitsj Moeratov (Russisch: Валерий Алексеевич Муратов) (Kolomna, 1 mei 1946) is een schaatscoach en een voormalig Russisch langebaanschaatser.

## Carrière
Moeratov nam driemaal deel aan de Olympische Winterspelen (in 1968, 1972 en 1976) en zesmaal aan de Wereldkampioenschappen sprint.
Hij debuteerde internationaal op de Winterspelen van 1968 waar hij op de 18e plaats op de 500 meter eindigde, de enige afstand die hij schaatste. Bij de Winterspelen van 1972 behaalde hij een bronzen medaille op de 500 meter en op de 1500 meter eindigde hij als 21e. Bij zijn deelname aan de Winterspelen in 1976 behaalde hij de zilveren medaille op de 500 meter en op de bij de Olympische Spelen voor het eerst geschaatste 1000 meter behaalde hij de bronzen medaille.
Op het eerste wereldkampioenschap sprint in 1970 wist hij de wereldtitel te veroveren. In 1971 eindigde hij op de zesde plaats, in 1972 behaalde hij de tweede plaats in het klassement en op het WK Sprint van 1973 veroverde hij voor de tweede maal de wereldtitel. Zijn laatste kampioenschap, het WK Sprint van 1978 beëindigde hij met de vijfde plaats in het klassement.

## Records

### Persoonlijke records
| Afstand      | Tijd    | Datum            | Baan  |
| ------------ | ------- | ---------------- | ----- |
| 500 meter    | 37,22   | 28 maart 1975    | Medeo |
| 1000 meter   | 1.15,81 | 25 maart 1975    | Medeo |
| 1500 meter   | 1.59,9  | 16 december 1977 | Medeo |
| 3000 meter   | 4.42,7  | 24 november 1973 | Medeo |
| 5000 meter   | 8.22,8  | 21 december 1968 | Gorki |
| 10.000 meter | 17.47,6 | 22 december 1968 | Gorki |

### Wereldrecords
| Nr. | Afstand        | Tijd    | Datum           | Baan  |
| --- | -------------- | ------- | --------------- | ----- |
| 1.  | 500 meter      | 39,09   | 9 januari 1970  | Medeo |
| 2.  | 1000 meter     | 1.19,2  | 24 januari 1970 | Medeo |
| 3.  | 500 meter      | 38,99   | 24 januari 1970 | Medeo |
| 4.  | 500 meter      | 38,73   | 29 januari 1970 | Medeo |
| 5.  | 1000 meter     | 1.16,92 | 17 maart 1975   | Medeo |
| 6.  | Sprintvierkamp | 153,390 | 18 maart 1975   | Medeo |
| 7.  | 500 meter      | 37,85   | 18 maart 1975   | Medeo |

## Resultaten
| Jaar | WK Sprint | Olympische Spelen |
| ---- | --------- | ----------------- |
| 1968 |           | 18e 500m          |
| 1969 |           |                   |
| 1970 | Goud      |                   |
| 1971 | 6e        |                   |
| 1972 | Zilver    | 500m · 21e 1500m  |
| 1973 | Goud      |                   |
| 1974 |           |                   |
| 1975 | Brons     |                   |
| 1976 |           | 500m · 1000m      |
| 1977 |           |                   |
| 1978 | 5e        |                   |

### Medaillespiegel
| Kampioenschap     | Goud · | Zilver · | Brons · |
| ----------------- | ------ | -------- | ------- |
| WK Sprint         | 2      | 1        | 1       |
| Olympische Spelen | 0      | 1        | 2       |